# Никотинамид
Никотинамидът е химично съединение с формула C6H6N2O.
Никотинамидът е субстрат и стимулира синтеза на НАД и НАДФ. Под формата на НАД и НАДФ приема и пренася протони в окислително-редукционни процеси, осигурявайки нормалното протичане на различни видове метаболитни процеси.
Като добавка се използва при пелагра, язви, ентероколити, чернодробни и сърдечносъдови заболявания и други.